# Neubukow
Neubukow  város Németország Mecklenburg-Elő-Pomeránia tartományában.

## Fekvése
A nyílt Balti-tengertől 11 km-re, a tengerparttól 6 km-re fekszik, a 105-ös út mentén, Rostock és Wismar között.

## Turistalátványosságok
Heinrich-Schliemann-kiállítás, Schliemann szülőháza, szélmalom.

## Neubukow híres szülöttei
- Heinrich Schliemann (*1822 - † 1890, Nápoly), aki az ókori Tróját felfedezte
- Martin Burchard (* ? - † 1903 Schönberg, Berlin mellett)
- Rudolf Goldschmidt (* 1876 - † 1950, London), mérnök

## Testvérvárosai
- Németország: Reinfeld, Schleswig-Holstein
- Németország: Steinfurt, Észak-Rajna-Vesztfália

## Galléira

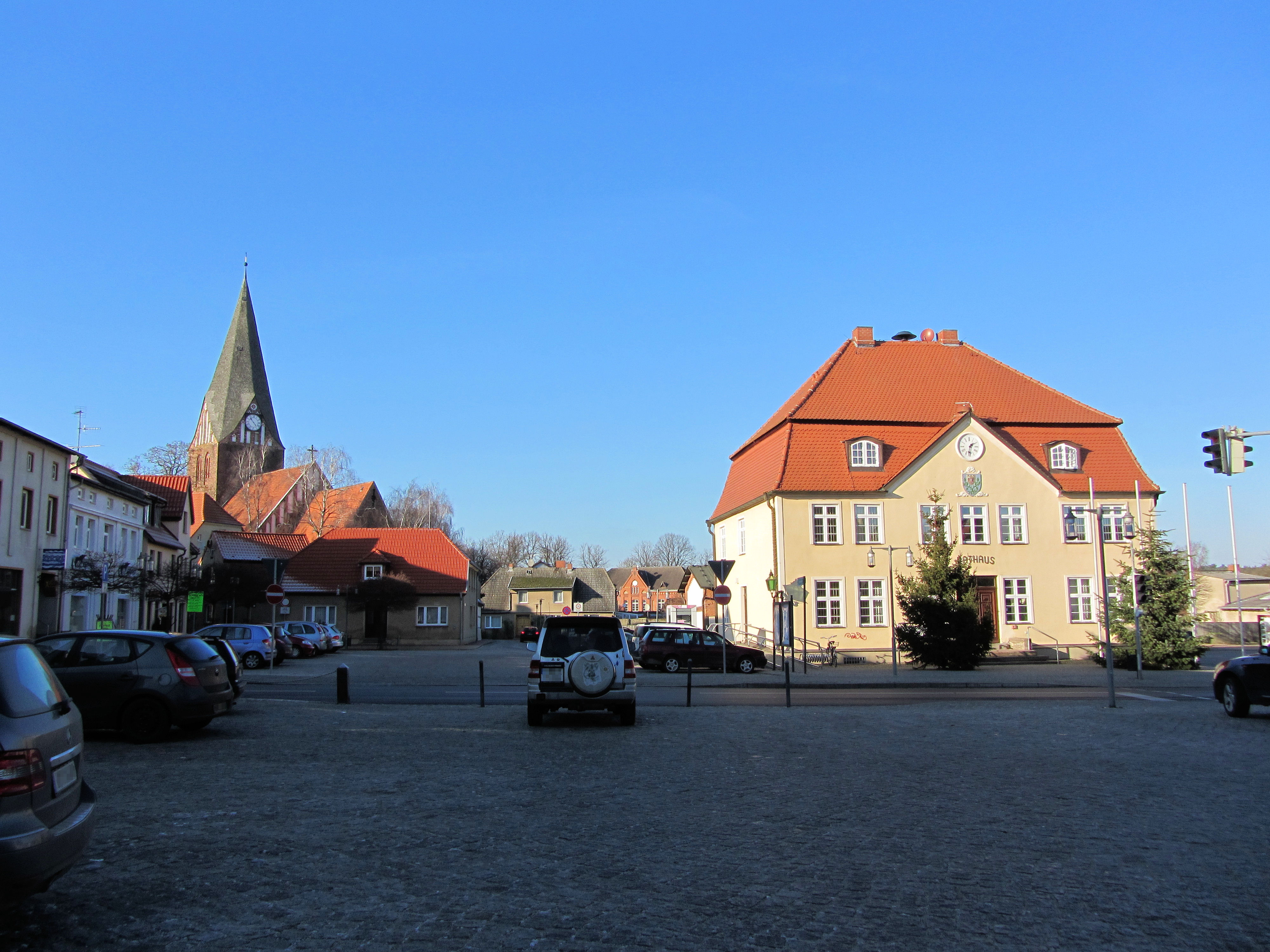
A piactér
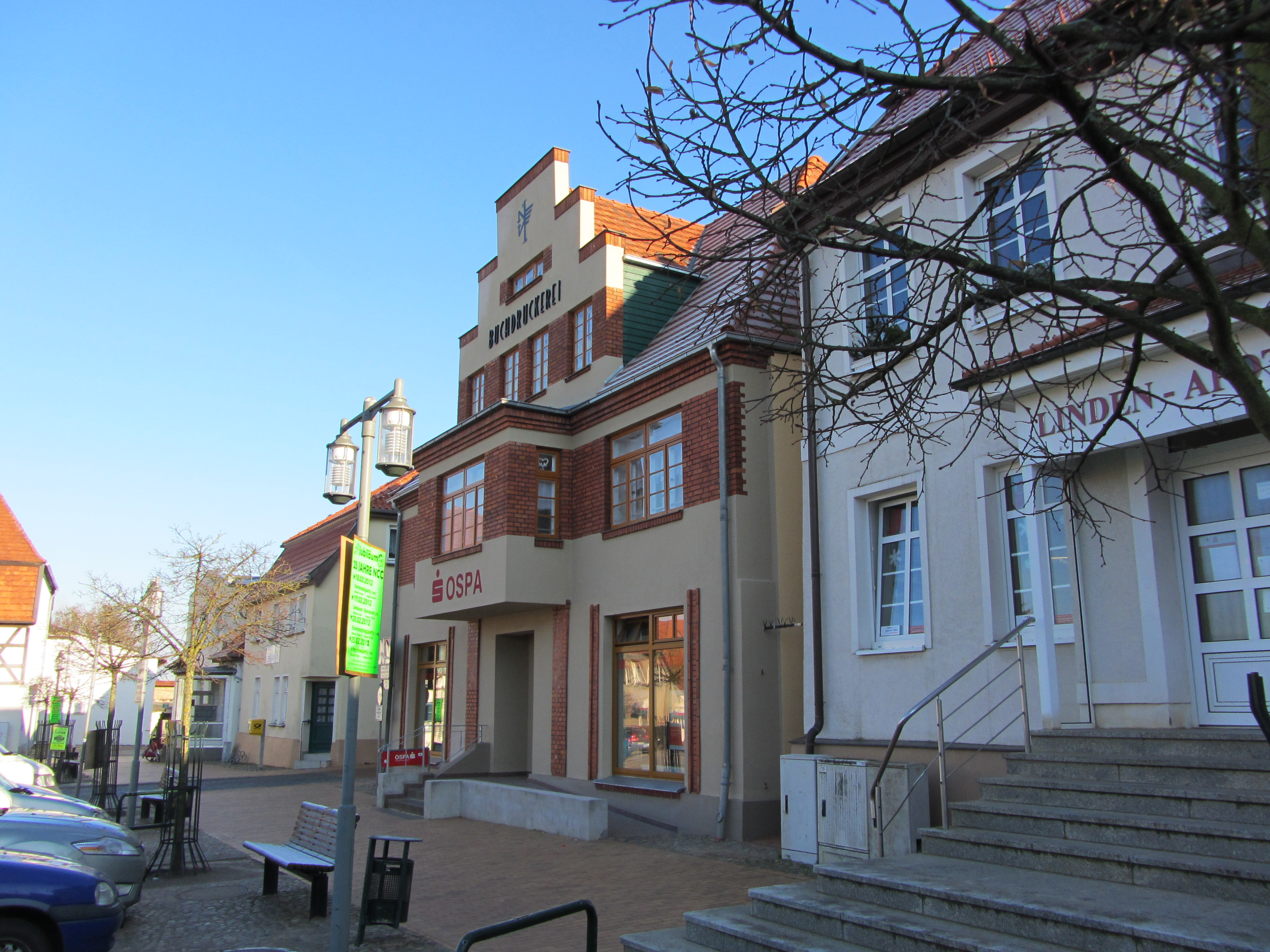
A piactér másik oldala
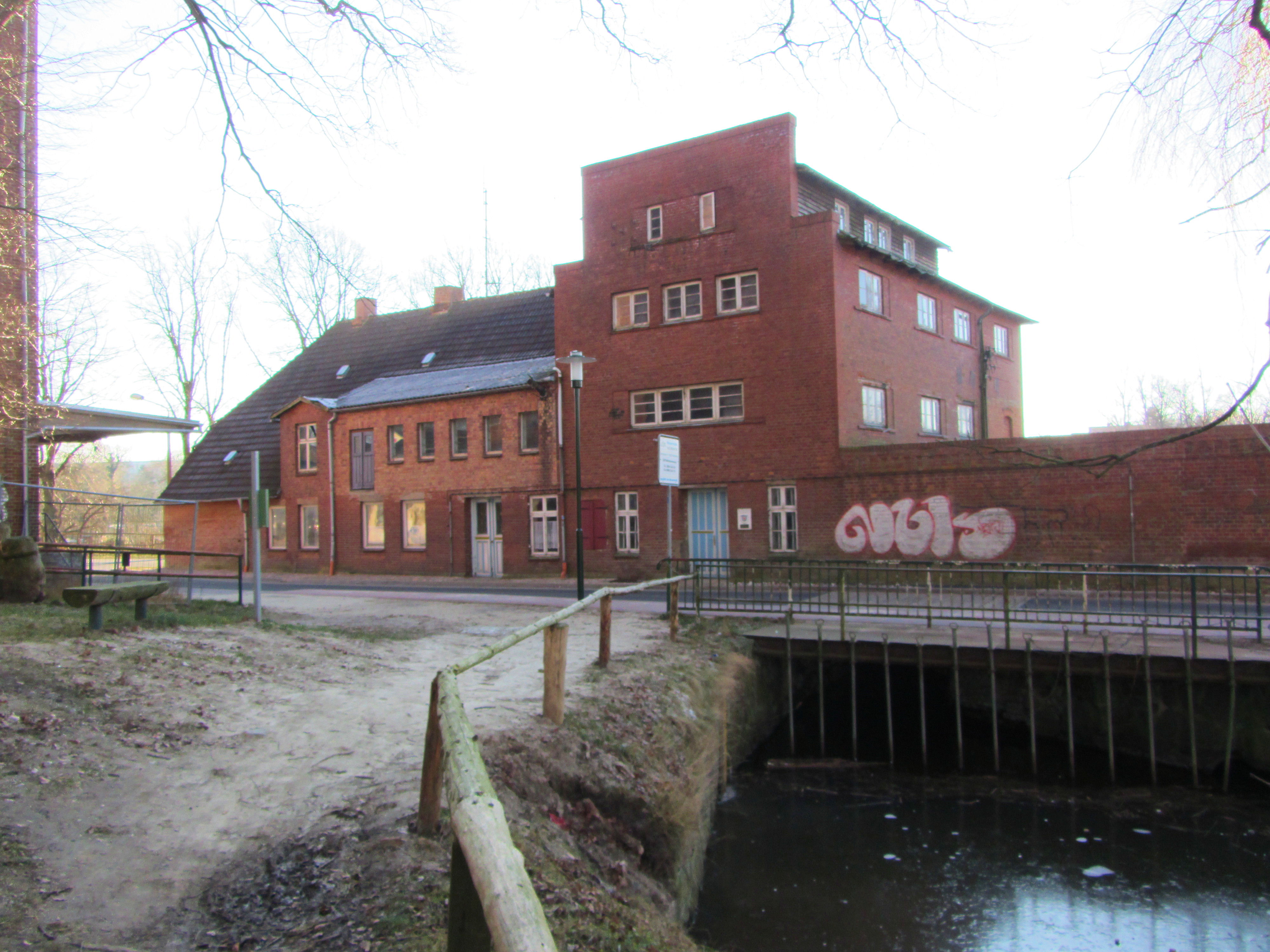
A vízimalom
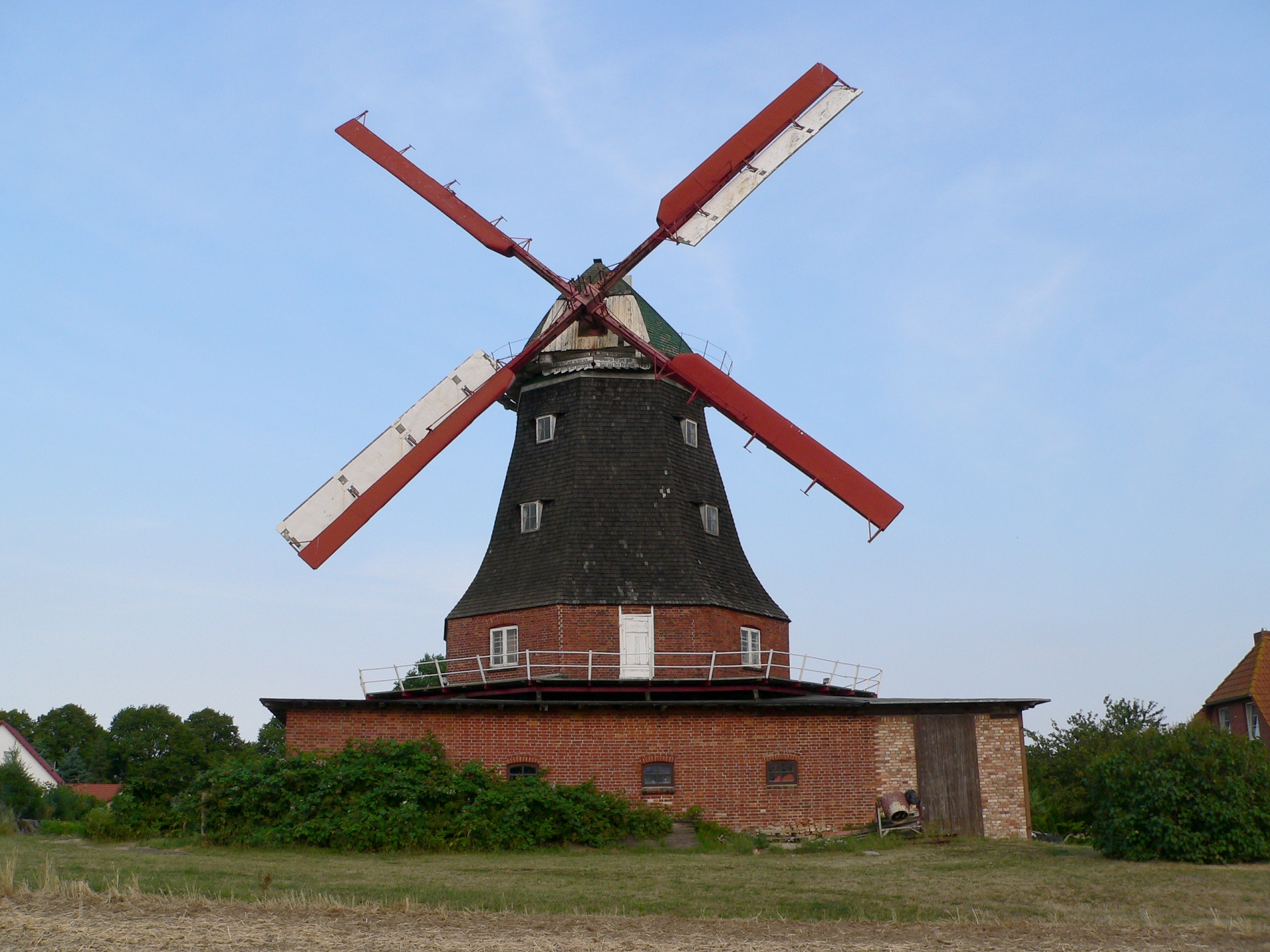
A szélmalom
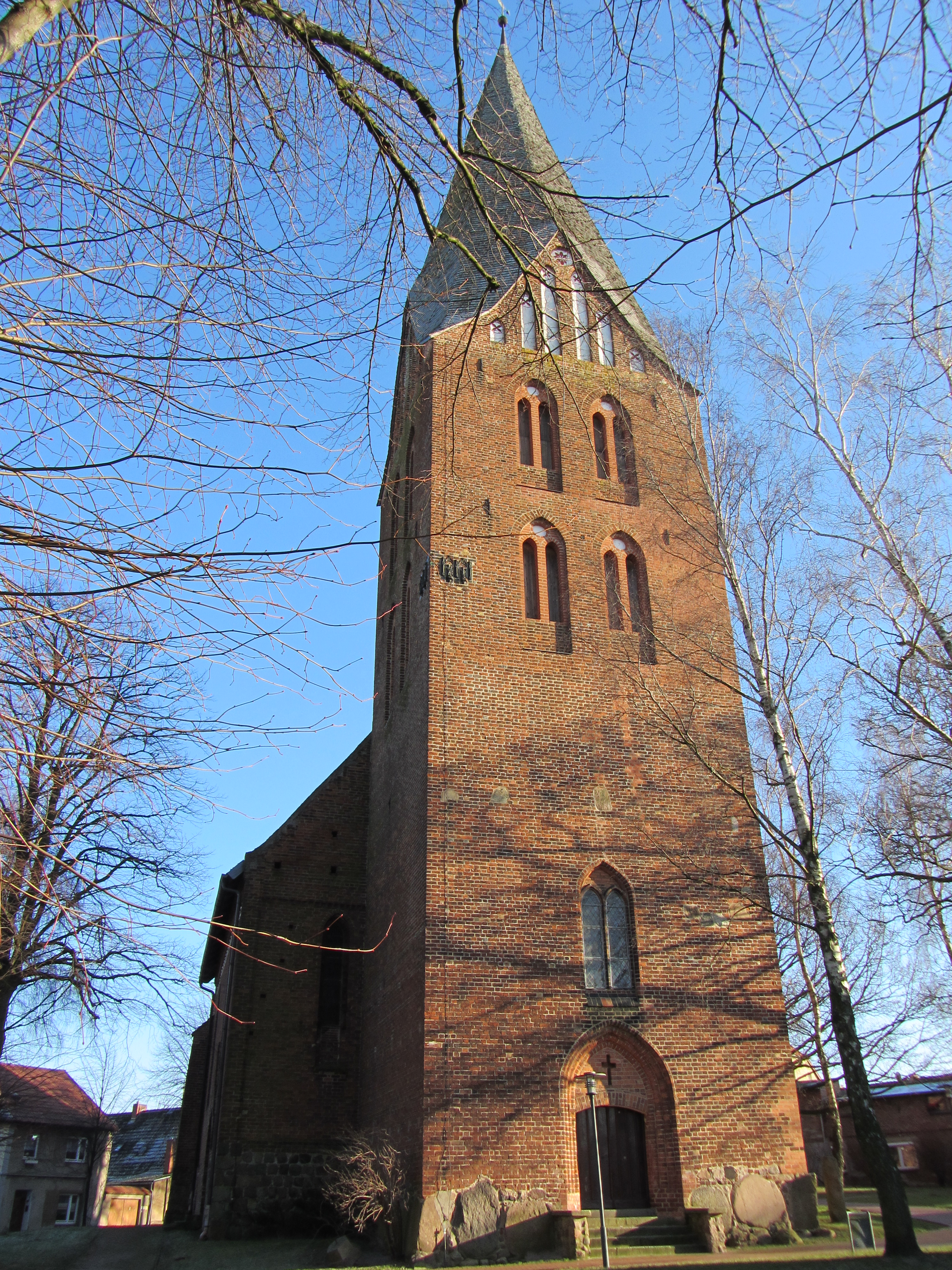
A Péter és Pál templom

## Fordítás
- Ez a szócikk részben vagy egészben  a   Neubukow című német Wikipédia-szócikk fordításán alapul.  Az eredeti cikk szerkesztőit annak laptörténete sorolja fel. Ez a jelzés csupán a megfogalmazás eredetét és a szerzői jogokat jelzi, nem szolgál a cikkben szereplő információk forrásmegjelöléseként.